# 布来韦肽
布来韦肽（英語：Bulevirtide）是一种抗病毒药物，最初用于治疗慢性丁型肝炎，现如今还被研究用于治疗乙型肝炎。在化学上是一种由脂肪酸肉豆蔻酸和47个氨基酸构成多肽。2020年7月被欧盟批准作为单一疗法药物或与核苷类似物联合用药用于治疗成年人慢性丁型肝炎病毒感染。

## 作用机制
布来韦肽为一种进入抑制剂，其与肝细胞上的牛磺胆酸钠共转运多肽（NTCP）受体靶向结合，阻断乙肝病毒和丁肝病毒进入肝细胞。因为NTCP受体是两种病毒进入肝细胞重要的受体，由此来实现限制病毒的复制，缓解感染症状。
具体来说，乙肝病毒通过其衣壳表面名为“前S1（Pre-S1）”的脂肽与肝细胞表面的NTCP转运蛋白结合，然后通过膜融合将核酸注入肝细胞内。 而布来韦肽是一种合成的N-酰基化前S1脂肽，同样可以和NTCP受体结合，阻碍了病毒与之结合。
其对丁型肝炎感染有治疗效果是因为丁肝病毒是一种只寄生于乙肝病毒中的一种拟病毒，而且其和乙肝病毒一样也是通过与NTCP受体结合进入肝细胞。
在小鼠身上展开的研究表明，布来韦肽对NTCP介导的胆汁酸盐吸收有药理学抑制效果，对胆汁淤积情况下可能具有降低胆汁酸盐沉积作用，从而减少对肝细胞的损害。在NTCP被抑制后，胆汁中磷脂/胆汁酸盐比例增加，这可能进一步有助于保护肝脏，因为存在磷脂的情况下胆汁酸盐的毒性较小。
布来韦肽最常见的副作用包括血液中胆汁酸盐水平升高和注射部位不良反应。